# Bernuy-Zapardiel
Bernuy-Zapardiel è un comune spagnolo di 195 abitanti situato nella comunità autonoma di Castiglia e León.